# Elizardo Pérez
Elizardo Pérez (Ayata, Departamento de La Paz, Bolivia; 5 de noviembre de 1892 – Buenos Aires, Argentina; 15 de septiembre de 1980) fue un maestro boliviano considerado el fundador de la educación campesina en Bolivia.

## Reseña biográfica
Estudio en el colegio en la ciudad de La Paz. En 1909 ingresó a la Normal de Maestros de Sucre, donde el educador belga, Georges Rouma fue su maestro.

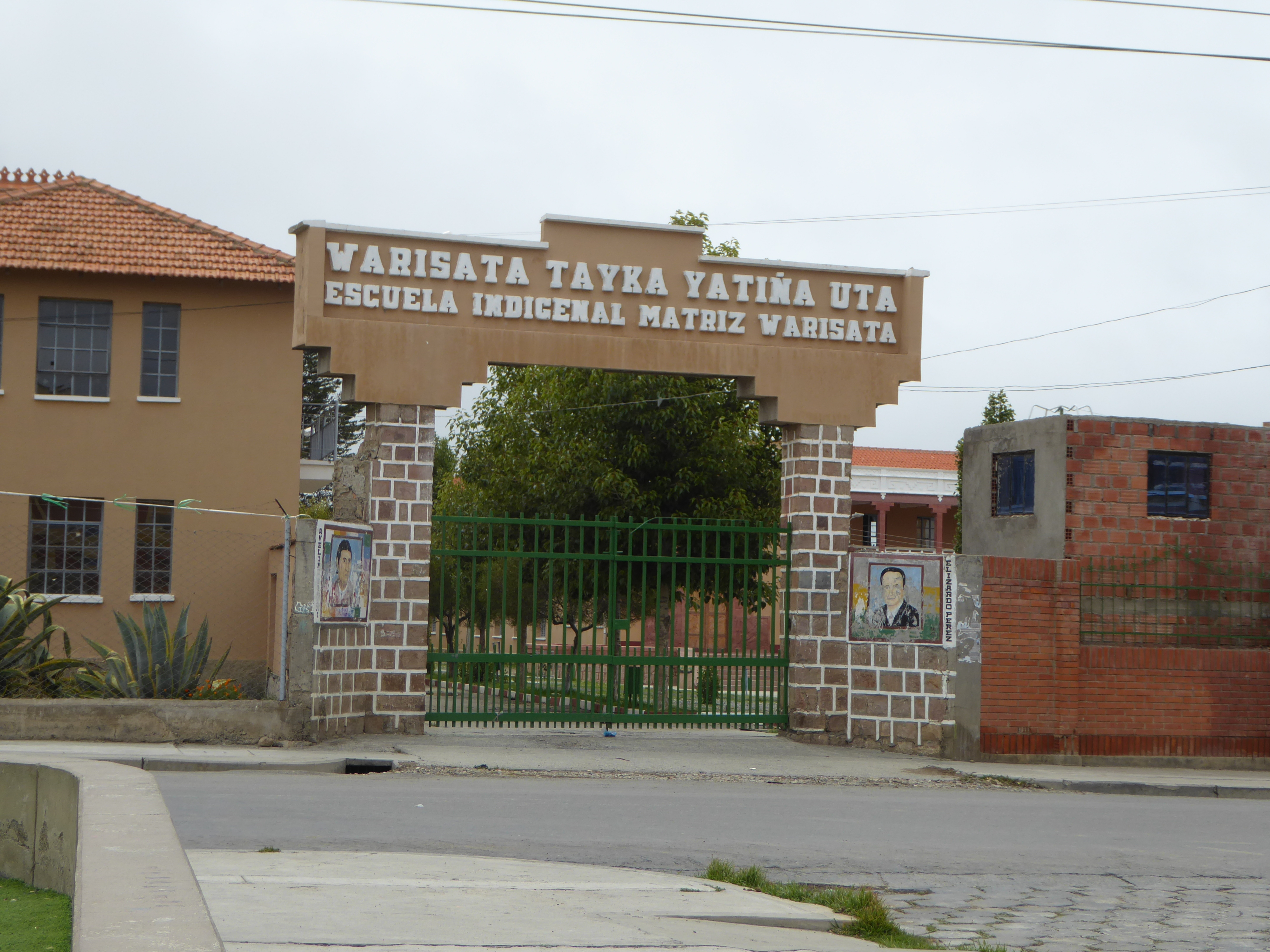
Escuela Superior de Formación de Maestros Warisata.

En abril de 1931 fue designado director de la Escuela Rural de Miraflores de la ciudad de La Paz, a los quince días presentó su renuncia alegando incompatibilidad con sus principios pedagógicos, al conocer esta noticia el ministro de Educación le confirió facultades para ubicar la nueva escuela en el lugar más adecuado. Así el maestro Elizardo Pérez y el líder aimara Avelino Siñani fundaron el 2 de agosto de 1931 en Warisata, la primera escuela indígena de maestros, que es actualmente la Escuela Superior de Formación de Maestros Warisata. Le gusto tanto esta obra al presidente de Bolivia en ese entonces Germán Busch, que dispuso, que desde ese día, el 2 de agosto se conmemore el "Día del Indio".
En 1940 participó de la organización del Primer Congreso Indigenista Interamericano que se realizó en Pátzcuaro, México.  
En 1949 fue nombrado por proclamación popular, Ministro de Educación. En el gobierno de Mamerto Urrioliagoitia
Participó de la creación de la Provincia Daniel Campos en el Departamento de Potosí.  
En 1953 fue invitado al Congreso Internacional de Ginebra, Sector Educación, donde se encontró con su maestro Georges Rouma.  
En 1954 fue contratado por la UNESCO para fundar núcleos escolares en la región del lago Titicaca con sede en Puno, Perú. 
En 1963 el presidente Víctor Paz Estenssoro lo invitó fundar y dirigir el Instituto Superior de Educación(ISER) en Tarija. 
Elizardo Pérez falleció el 15 de septiembre de 1980 en Buenos Aires, Argentina. En julio del año 1993 sus restos mortales fueron trasladados a La Paz.

## Reconocimientos
- Ley de educación 070-2010 "Avelino Siñani - Elizardo Pérez" del Estado Plurinacional de Bolivia.[3]
- Unidad Educativa “Elizardo Pérez” en la ciudad de Potosí.[4]